# Jörg Kniffka
Jörg Kniffka (* 29. Juni 1941 in Schmallenberg; † 27. Juli 2008) war ein deutscher Pfarrer, Theologe, Soziologe und Hochschullehrer.

## Leben
Kniffka wurde 1941 in Schmallenberg geboren. Seine Eltern waren der Kunstmaler Heinrich Kniffka und dessen Frau Helene geb. Bartkewitz. Nach dem Abitur 1961 in Meschede studierte er Soziologie, Theologie und Geschichte in Münster. 1971 promovierte er zum Dr. phil. an der Philosophischen Fakultät der Universität Münster. Anschließend war Kniffka vom 1. Oktober 1972 bis 2003 Professor für Soziologie und Sozialethik an der Evangelischen Fachhochschule Darmstadt. In dieser Zeit war er Prorektor, Dekan des Fachbereichs Kirchliche Gemeindepraxis und Konventvorsitzender. Zudem promovierte er im Jahr 2002 zum Dr. theol. an der Evangelisch-Theologischen Fakultät Tübingen. Jörg Kniffka verstarb im Jahr 2008.

## Veröffentlichungen
- Jörg Kniffka: Das kirchliche Leben in Berlin-Ost in der Mitte der zwanziger Jahre. Eine Untersuchung der kirchlichen Teilnahme und ihrer Motivation in evangelischen Arbeitergemeinden von 1924 bis 1927. Dissertation, Münster 1971
- Jörg Kniffka (Hrsg.): Martyria – Festschrift zum 60. Geburtstag von Peter Beyerhaus. SCM R. Brockhaus, 1989, ISBN 3417246059
- Jörg Kniffka: Apologetik und Kirche – Die zeitgenössischen Einstellungen zur Evangelischen Kirche als Aufgabe einer erneuerten Apologetik und Apologie. Dissertation, 2002